# Брасіл-Мару
Брасіл-Мару (Brasil Maru) — транспортне судно, яке під час Другої світової війни брало участь у операціях японських збройних сил у Мікронезії та проти атола Мідвей.
Брасіл-Мару спорудили як океанський лайнер 1939 року на верфі Mitsubishi Jukogyo в Нагасакі для компанії Osaka Shosen, яка розпочала використовувати його для перевезення емігрантів до Бразилії. З січня 1941-го судно перевели на рейси між Кобе та Дайреном (наразі Далянь у Маньчжурії).
4 вересня 1941-го Брасіл-Мару реквізували для потреб Імперського флоту Японії. З 20 грудня 1941 по 31 січня 1942 судно здійснило круговий рейс з Йокосуки на Маршаллові острови, де відвідало атоли Кваджелейн, Вотьє та Малоелап.
12—14 лютого 1942-го Брасіл-Мару пройшло з Йокосуки до Бусану (наразі південнокорейський Пусан), при цьому на переході було поцілене торпедою, яка не здетонувала (авторство атаки залишилось невідомим). 15 лютого судно вийшло з Бусану та в наступні кілька тижнів відвідало Сайпан (Маріанські острови), атол Трук (тут, у центральній частині Каролінського архіпелагу, була головна база японського ВМФ у Океанії), Понапе (східні Каролінські острови), Кваджелейн, Вотьє та Малоелап. 14 березня Брасіл-Мару прибуло до Йокосуки.
З 19 березня по 15 квітня 1942-го Брасіл-Мару здійнило ще один похід до Мікронезії, під час якого побувало на Вулеаї (центральні Каролінські острови), Труці, атолах Мілі та Маджуро (обидва належать до Маршаллових островів), Кваджелейні, Тініані (Маріанські острови), Сайпані.
До 5 травня 1942-го судно пройшло певне переобладнання на верфі ВМФ у Йокосуці (відомо, що воно отримало захисне озброєння із двох 120-мм гармат та двох 1-мм кулеметів).
15—19 травня 1942-го в межах підготовки до операції проти атола Мідвей Брасіл-Мару пройшло з Йокосуки на Сайпан. 28 травня разом з іншими транспортами воно вийшло звідси, мавши на борту бійців 5-ї окремої бригади ВМФ. Після розгрому ударного авіаносного з'єднання в битві 4 червня транспортний загін розвернувся та 13 червня прибув на Гуам (Маріанські острови). 28 червня — 4 липня Брасіл-Мару пройшло звідси до Йокосуки.
18—23 липня 1942-го судно здійснило перехід з Йокосуки через Осаку до Бусану. 24 липня воно рушило звідси в черговий рейс до Мікронезії, 29 липня побувало на Фаїсі (центральні Каролінські острови), а 31 числа прибуло на Трук.
Тим часом японське командування вирішило переобладнати Брасіл-Мару в ескортний авіаносець, тому судно вийшло з Труку до Японії, де й мали провести відповідні роботи. 5 серпня 1942-го в районі за дві з половиною сотні кілометрів на північний захід від Труку американський підводний човен USS Greenling перестрів Брасіл-Мару, що прямувало без охорони. Спершу субмарина поцілила лайнер однією торпедою, проте вона не здетонувала. Втім, за 4 години Greenling зміг здійснити ще одну атаку та уразив Брасіл-Мару двома торпедами, що й призвело до загибелі судна. Втрачено 57 членів екіпажу та частину з 240 пасажирів, що перебували на борту. Решта перейшла на чотири рятувальні човни, при цьому Greenling сплив і взяв у полон одну особу. Протягом 15—29 серпня три човни зі 159 особами підібрали переобладнаний кононерський човен «Чоан-Мару №2» та переобладнаний патрульний корабель «Такунан-Мару № 10». Ще один рятувальний засіб із 52 особами 16 серпня досягнув острова Оно неподалік від Труку.